# Катаклімакс
Катаклімакс (грец. kata — приставка, що позначає рух вниз, і клімакс) — малостійкі варіанти клімаксу, коли генерація домінантів відбувається в період між повторюваними впливами факторів середовища, здатних знищити рослинність (пожежі, повені і т. д.). Клімаксові спільноти і серійні спільноти більш-менш помітні.
Р. Уіттекер пропонує також розрізняти:
- Аклімакс
- Циклоклімакс
- Суперклімакс
- Еуклімакс